# NHL '94
NHL '94 är ett ishockeyspel till Sega Mega Drive, SNES och Sega CD, samt till PC/DOS, då med titeln "NHL Hockey", utan "94". Spelet är officiellt licenserat av NHL och NHLPA. Spelet släpptes i oktober 1993. och rankades på 47:e plats på IGN:s lista över alla tiders 100 bästa spel.

## Andra versioner
Spelet förekommer i Playstation 2-versionen av NHL 06, som är en portad version av Sega Mega Drive-versionen, dock använder spelet inte officiella laguppställningar.
I NHL 14 finns ett så kallat "jubileumsläge" för NHL' 94 där man spelar med blå is, inga regler med offside och icing används och musik från NHL '94 används. 
Spelet släpptes tillsammans med NHL 21 med uppdaterade laguppställningar med titeln NHL 94 Rewind.

### Fotnoter
1. ↑  oktober 1993"
2. ↑  ”"IGN's Top 100 Games of All Time"”. Arkiverad från originalet den 16 juni 2016. https://web.archive.org/web/20160616124607/http://top100.ign.com/2005/041-050.html. Läst 29 januari 2016.
3. ↑  ”NHL 21 ger dig ett uppdaterat NHL 94 som förhandsbokningsbonus”. Gamereactor. https://www.gamereactor.se/nyheter/896103/NHL+21+ger+dig+ett+uppdaterat+NHL+94+som+forhandsbokningsbonus/. Läst 5 oktober 2020.